# Émile Écuyer
Pour les articles homonymes, voir Écuyer.
Émile Gustave Écuyer, né le 18 avril 1881 à Corveissiat et mort le 8 juillet 1952 à Oyonnax, était un athlète français, spécialiste du lancer du disque.

## Biographie
Après avoir été grand gymnaste, il se spécialise dans l'athlétisme.
Il était affilié au RC Besançon, puis, à partir de 1919,  au CS Oyonnax.
Il fut porte-drapeau de l'équipe de France aux Jeux olympiques d'été de 1920 à Anvers.

## Palmarès
Sa meilleure performance en disque fut 41,61 mètres (en 1921).

### Jeux olympiques
Aux jeux de 1920 :
- disque : 14e avec 36,10 mètres.

### Championnat de France d'Athlétisme
Émile Écuyer fut Champion de France au lancer du disque en 1918 avec un jet à 34,40 mètres.

## Hommages
- Il y a une rue Émile-Écuyer à Oyonnax.